# Amandus Adamson Ateliermuseum
Het Amandus Adamson Ateliermuseum (Ests: Amandus Adamsoni Ateljeemuuseum) is een ateliermuseum gevestigd in de Estse stad Paldiski. Het museum is gewijd aan het leven en werk van de beeldhouwer Amandus Adamson.
Het ateliermuseum is gevestigd in het zomeratelier van Amandus Adamson, dat hij in 1896 bouwde op een stuk land in Paldiski. Hier werkte hij tijdens de zomermaanden aan het modelleren en schilderen van kleinere figuren. Het museum toont verschillende aspecten van het werk van Amandus Adamson, waaronder zijn beeldhouwwerken, meubels, en foto's en documenten over zijn familie. De muren van het museum zijn bedekt met stenciltekeningen en het gebouw is versierd met snijwerk en een sierlijke windwijzer. In de tuin bevindt zich een indrukwekkende lariksboom, die door de beeldhouwer zelf is geplant.
In 1918 verhuisde Amandus Adamson permanent met zijn familie naar Paldiski, en op dat moment was ook een twee verdiepingen tellend woonhuis naast het atelier voltooid. Na de Tweede Wereldoorlog werd het atelier tijdelijk gebruikt als een woonruimte, omdat zijn oorspronkelijke woonhuis in 1944 werd verwoest tijdens een bombardement. Het atelier werd in 2005 gedoneerd aan de Estse staat door Maria Maddalena Carlsson, de dochter van Amandus Adamson. Na een restauratie, met steun van de Europese Unie, werd het gebouw op 13 november 2010 heropend voor het publiek als een museum.
Het museum wordt beheerd door het Harjumaa-museum.